# 25. narozeniny
25. narozeniny je koncertní album brněnské progressive rockové skupiny Futurum. Jedná se o záznam vystoupení, která se konala v březnu 2009 u příležitosti 25. výročí založení kapely. Album vyšlo v prosinci 2009 (viz 2009 v hudbě).

## Popis alba a jeho historie
Výroční dvojkoncert Futura byl uspořádán mírně opožděně, neboť skupina byla založena již v roce 1983. Během 80. let nahrála dvě alba a roku 1989, nedlouho po odchodu klávesisty a zpěváka Romana Dragouna a bubeníka Jana Seidla ukončila činnost. Koncertní činnost byla obnovena v původní sestavě v roce 2005 při příležitosti vydání reediční kompilace Ostrov Země/Jedinečná šance.
Na koncerty ke 25. výročí vzniku Futura byli pozváni i všichni ostatní hudebníci, kteří skupinou v 80. letech prošli. Tato sestava byla následně doplněna ještě vokalistkami, dechovou sekcí a perkusionistou. Vystoupení byla odehrána v březnu 2009 v brněnském klubu Fléda, byl z nich pořízen zvukový i obrazový záznam. Na konci roku 2009 pak vyšlo živé album 25. narozeniny a stejnojmenné DVD.
DvojCD 25. narozeniny obsahuje koncertní provedení téměř celého alba Ostrov Země (vyjma skladby „Hledání“) a kompletní desky Jedinečná šance. Rovněž se zde nachází vydané i nevydané singly a některé další písně z repertoáru Futura z 80. let 20. století.

## Seznam skladeb

### Disk 1
1. „Svět kouře“ (Dragoun/Princ) – 4:13
2. „Po kapkách“ (Dragoun/Smetanová) – 4:34
3. „Superměsto“ (Kopřiva/Smetanová) – 3:57
4. „Zóny lidí“ (Dragoun/Smetanová) – 3:36
5. „Spěch“ (Morávek/Smetanová) – 4:35
6. „Vyplouvám I“ (Dragoun/Smetanová) – 1:19
7. „Ostrov Země“ (Kopřiva/Smetanová) – 5:07
8. „Kámen tvář“ (Morávek/Smetanová) – 5:02
9. „Sluneční město“ (Seidl/Smetanová) – 5:37
10. „Stopy“ (Morávek/Smetanová) – 4:46
11. „Oblouk“ (Seidl/Smetanová) – 6:55
12. „Vyplouvám II“ (Dragoun/Smetanová) – 1:18
13. „Genese“ (Kopřiva) – 4:36

### Disk 2
1. „Klaun“ (Dragoun/Princ) – 6:02
2. „Hry“ (Dragoun, Seidl/Smetanová) – 6:26
3. „Jedinečná šance“ (Dragoun/Smetanová) – 4:31
4. „Standa“ (Dragoun, Eremiáš, Seidl, Kopřiva) – 5:10
5. „Nekonečná“ (Dragoun, Eremiáš/Princ) – 4:01
6. „Filmy dnů“ (Dragoun, Kopřiva/Smetanová) – 5:30
7. „Voda“ (Dragoun/Smetanová) – 4:21
8. „Zdroj“ (Dragoun/F. R. Dragoun) – 7:15
9. „Tak jak“ (Dragoun/Princ) – 4:36
10. „Soumrak“ (Kopřiva/Smetanová) – 4:54
11. „Střílej“ (Dragoun/Princ) – 4:28
12. „Juliet“ (Dragoun/Smetanová) – 5:31
13. „Je čas“ (Dragoun/Princ) – 5:05

## Obsazení
- Futurum
  - Miloš Morávek – elektrická kytara
  - Emil Kopřiva – elektrická kytara
  - Jakub Michálek – baskytara
  - Roman Dragoun – klávesy, zpěv
  - Jan Seidl – bicí
- Leopold Dvořáček – saxofon
- Lubomír Eremiáš – baskytara
- Pavel Pelc – baskytara
- Kristýna Kopřivová – vokály
- Marky – vokály
- Petr Kudibal – perkuse
- Divoké větry
  - Radek Kudrna – altsaxofon
  - Tomáš Hruška – tenorsaxofon
  - Josef Buchta – trubka
  - Petr Hnětkovský – pozoun